# والتر كرامر
والتر كرامر (بالألمانية: Walter Cramer)‏ هو مقاوم ورائد أعمال ألماني، ولد في 1 مايو 1886 في لايبزيغ في ألمانيا، وتوفي في 14 نوفمبر 1944 في برلين في ألمانيا بسبب شنق.